# Karađoz-begova džamija u Mostaru
Karađoz-begova džamija (poznata i kao Zaim Hadži Mehmed-bega – Karađoza džamija) je džamija u Bosni i Hercegovini, a nalazi se u Mostaru na križanju ulice Braće Fejića i Karadžozbegove ulice, te predstavlja najveću džamiju u Hercegovini.

## Povijest
Karađoz-begovu džamiju je izgradio osmanski arhitekt Kodza Mimar Sinan 1557. godine. Veličina džamije iznosi 13,4x13,4 metara. Nadzornik i glavni donator radova bio je mostarski vakif Mehmed-beg Karađoz, brat tadašnjeg hercegovačkog vezira Rustem-paše, koji je uz džamiju izgradio i medresu, tri mekteba, imaret i musafirhanu, tri mosta i više hanova. Također je za izdržavanje svojih zadužbina ostavio i 42 dućana u mostarskoj čaršiji, 16 tabhana (kožara), 6 mlinova, 2 stupe, nešto zemlje i 300 000 osmanskih dirhema. Ovi objekti su građeni u Mostaru, Konjicu, Potocima, Buni, Širokom Brijegu, Blagaju i Čičevu.
Ova džamija, kao i sve ostale u Mostaru, nije bila pošteđena u ratnim stradanjima, ali je tokom restauracije Starog mosta i stare jezgre grada Mostara 2002. – 2004. obnovljena i otvorena u srpnju 2004. godine. Tijekom Drugog svjetskog rata bila je teško oštećena, a tijekom rata u Bosni i Hercegovini bila je gotovo potpuno uništena.
Povjerenstvo za očuvanje nacionalnih spomenika, na temelju članka V stavak 4. Aneksa 8. Općeg okvirnog sporazuma za mir u Bosni i Hercegovini i članka 39. stavak 1. Poslovnika o radu Povjerenstva za očuvanje nacionalnih spomenika, na sjednici održanoj od 4. do 10. svibnja 2004. godine, donijelo je Odluku da se graditeljska cjelina Karađoz-begove džamije (Zaim Hadži Mehmed-bega – Karađoza džamija) u Mostaru proglašava nacionalnim spomenikom Bosne i Hercegovine.

## Vanjske poveznice
- VisitMostar.net Guide to Mostar, the city of UNESCO
- Karađozbegova džamija